# August Hněvkovsky
August Hněvkovsky (12. srpna 1853, Třebíč-Stařečka – 11. srpna 1912, Bad Nauheim) byl moravský, německy hovořící manažer a ředitel První brněnské strojírny.

## Biografie
Byl zaměstnán ve firmě Friedricha Wanniecka, následně se stal ředitelem První brněnské strojírny. Od roku 1900 byl členem Obchodní komory a správcem Pensijního fondu a náhradníkem ve Státní železniční radě, v roce 1909 byl ustanoven jako soudce z lidu u Obchodního soudu a stal se předsedou Úrazového pojištění pracujících a správním radou Moravské eskontní banky a Rakouské společnosti parních turbín. Od roku 1898 se stal členem spolu Deutsche haus (Německý dům).
Stal se čestným občanem Komárova a Černovic.
Zemřel roku 1912 v Bad Nauheim. Pohřben byl na Ústředním hřbitově v Brně.
Jeho ženou byla Helene Tomolová, se kterou se oženil v roce 1896. Po jeho smrti se Helene vdala za Henricha Storeka. 